# Pastoril (música e dança dramática)
Pastoril ou pastorinhas, baile pastoril, lapinha e presépio são termos utilizados no Brasil para designar um folguedo, com música e dança encenando a jornada dos pastores a caminho de Belém, para louvar o Menino Jesus e a Sagrada Família. A passagem referente na Bíblia está no Evangelho de São Lucas 2: 8-21. A ideia central da festa popular, era recriar uma natureza idealizada, associada à revelação e à esperança na transformação humana pelo amor.
A encenação incluía ofertas, louvores e pedidos de bênçãos. É a partir destes cantos e louvações diante do presépio que os pastoris, ao longo do tempo, evoluem para autos - pequenas peças teatrais de sentido apologético, com enredo próprio dividido em episódios. A cantoria e o bailado têm maior importância em relação à parte declamada, seja nas demonstrações mais singelas, como apresentações de algumas cenas cantadas diante dos presépios, seja nas apresentações de autos com elevado número de figurantes.
O Pastoril é uma manifestação cultural difícil de se definir e categorizar. Isto porque, além de muitas fontes de estudo serem informais e extraoficiais, ele apresenta características e elementos de dicotomias clássicas: popular/folclórico, sagrado/profano, popular/erudito e rural/urbano. Possui muitas características da vida rural, mas desenvolveu-se também em cidades. Coexiste numa superposição de períodos históricos e culturas, com forças seculares e religiosas convivendo. O Pastoril como gênero musical surgiu no Brasil a partir da mútua influência das culturas presentes na época da  colonização. A idealização da natureza e da família se misturavam ao catolicismo popular.
Dentre pesquisas e trabalhos escritos, Mário de Andrade relaciona os pastoris brasileiros ao conceito de "Danças Dramáticas", elaborado em 1934. O autor agrupava nesta classificação os ritos populares em que havia ação teatral seguida de enredo, caracterizados por elementos coreográficos. Alguns dos aspectos mais interessantes apontados por ele são: impulso religioso inicial, a associação de canções, danças e teatro tendo como objetivo contar uma história e, por fim, a coexistência de elementos cultos e populares.
A denominação muito comum "pastoril", em especial na região nordeste do Brasil, Sobretudo em Pernambuco e Alagoas, foi usada por Gil Vicente em vários de seus autos. Entretanto, os nomes dados a esta e outras apresentações festivas natalinas similares podem variar bastante de acordo com a região. No Maranhão, é chamada de "Pastoral" uma dramatização similar às "Pastorinhas" da região sudeste. Na Paraíba e Rio Grande do Norte, os termos "presepes" e "lapinhas" podem designar os grupos que apresentam ao vivo a dramatização do evento. Nestes estados pode também haver distinção entre "lapinha" (grupos mais autênticos e de caráter religioso) e "pastoril" (de caráter profano). Na Bahia, as apresentações ocorrem principalmente na Noite de Reis, sendo os "Ternos" as apresentações com espírito natalino, com figurantes representando a adoração na Lapinha, enquanto "Ranchos" são aquelas de caráter mais profano. Na região sul, tem-se "Ternos de Reis" mais relacionados à comemoração da visita dos Reis Magos à manjedoura. No Rio de Janeiro e estados limítrofes, como Minas Gerais, ocorrem também as Folias de Reis. Quanto ao termo "reisado", mais genérico, pode designar qualquer representação na época entre o Natal e o Dia de Reis.
Por volta do dia 21 de dezembro, ocorre o solstício de inverno no hemisfério norte. O sol atinge o ponto mais fraco no hemisfério norte para então começar a ganhar força novamente, com os dias ficando mais longos. Nessa época, acontecem as saturnálias e os pedidos de farta colheita. Nesse ambiente de paganismo nasce o Cristianismo, negociando ou vivendo numa mistura com credos diversos.
Há relatos que contam que São Francisco de Assis, em 1223, obteve licença do papa e criou uma gruta com animais e imagens da Virgem Maria e do Menino Jesus. Ali, encenou a Natividade e celebrou missa, tendo frades e camponeses da localidade com público.
Na Idade Média, época em que poucos sabiam ler, a catequese e o ensinamento das escrituras sagradas era realizado por meio de recursos visuais e por meio de apresentações teatrais. Tal como o ano religioso, o teatro medieval dividia-se em dois grandes ciclos: Natividade e Paixão. Os pastores aparecem vinculados ao primeiro ciclo.
Motivos pastorais aparecem também no repertório dos trovadores, que espalharam sua literatura pela Europa, inclusive na Península Ibérica. O teatro ibérico apresentava personagens estereotipados, falas com duplo sentido e também figuras de pastores com suas falas características. Os pastoris brasileiros apresentam muitas das características do teatro ibérico, com canções, danças e partes faladas.
No Brasil e mais precisamente em Pernambuco, segundo Pereira da Costa, o aparecimento do presépio e dos autos natalinos vem, talvez, dos fins do século XVI, no Convento dos Franciscanos em Olinda, por iniciativa de Frei Gaspar de Santo Antônio, primeiro religioso a receber hábito no Brasil
Os autos natalinos foram trazidos ao Brasil pelos padres da Companhia de Jesus. Não existem relatos sobre apresentações de pastoris no Brasil nos séculos XVII e XVIII. Apenas no século XIX é que ocorre grande quantidade de bailes pastoris, principalmente nos estados de Pernambuco, Bahia, Alagoas e Paraíba. No século XIX, o pastoril passa a fazer parte da cultura popular urbana com mais intensidade. Sua popularidade decresce no fim daquele século e quase desaparece no século XX. Na forma e no estilo mais conhecidos, no século XIX, o pastoril emergiu como evento popular, acompanhando a diversificação dos grupos sociais resultantes do crescimento especialmente das cidades costeiras do Nordeste do Brasil.

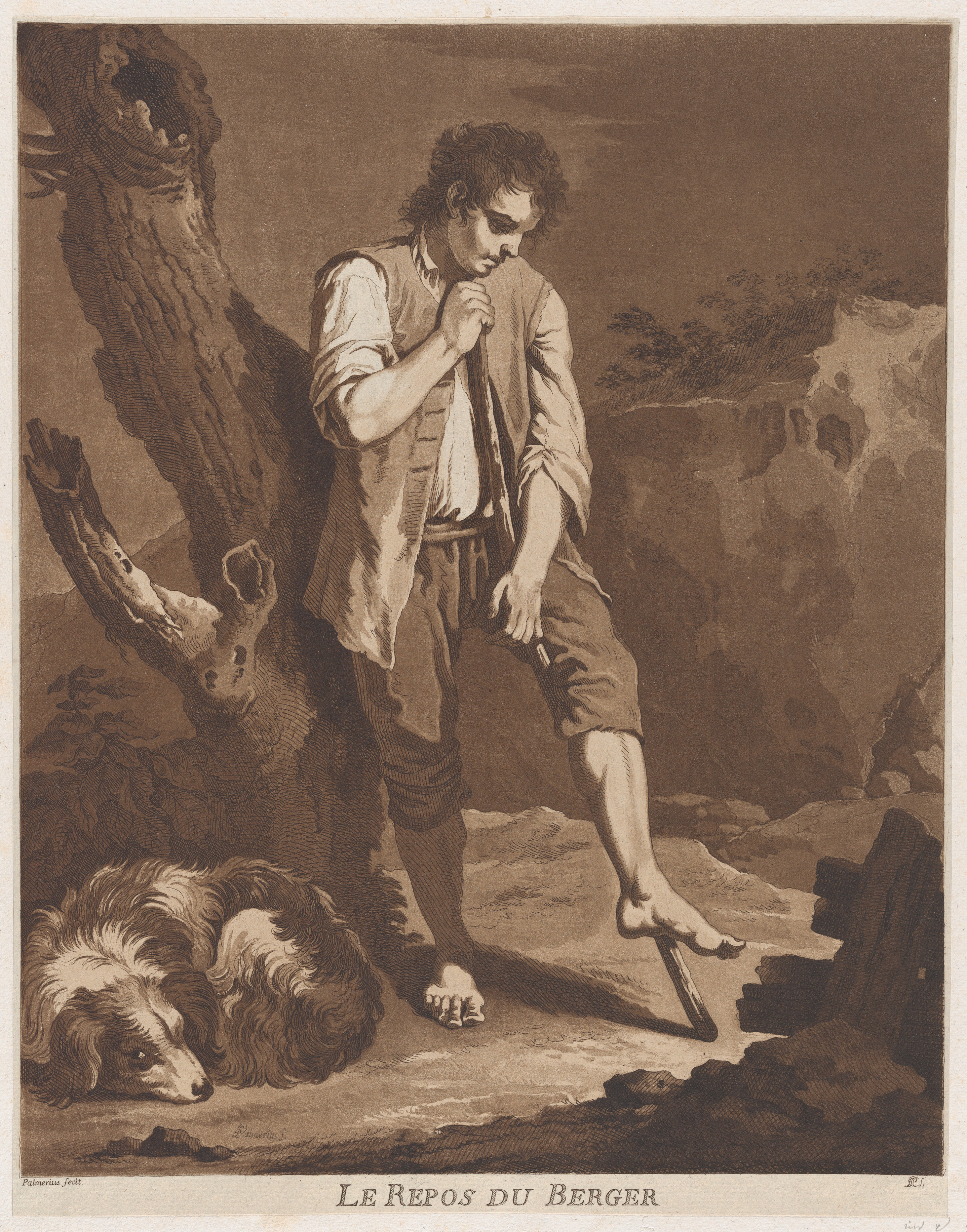
O Descanso do Pastor (cerca de 1757–1804), obra de Pietro Jacopi Palmieri. Coleção do Metropolitan Museum of Art.

Na sua longa história, a tradição pastoral tem servido a uma variedade muito grande de públicos e de propósitos artísticos. A suavidade e pureza que os temas bucólicos exprimem têm tal força de envolvimento e receptividade que, por séculos, ocuparam lugar especial na literatura. A abordagem do drama ou da poesia dos enredos lembra a doçura, a simplicidade, os encantos das vidas contemplativas dos pastores. Desde logo, tem-se duas categorias de enredos: a sacra e a profana. Ou seja, os enredos dos autos pastoris podiam apresentar temas idílicos, doutrinários, religiosos, mas também abordar temas relacionados a conflitos do período em questão - como a escravidāo, no século XIX. Podem-se citar como outros exemplos de enredos: a renúncia ao poder em prol da vida no campo; descrições de cenas e vida rurais; a volta à natureza; um mouro que prende pastoras, evitando que sigam para Belém.
A musicóloga Mércia Pinto classificou os textos dos pastoris em quatro tipos:

### Pastorais
Visam encenar a Noite de Natal e seu discurso contém pureza, inocência, idílio, atmosfera pastoral, tranquilidade, emoções moderadas, ausência, tal como surpresas ou desacordos.

### Épicos
Prevalecem as conceituações morais, com argumentos grandiloquentes e linguagem com caráter doutrinal. A atmosfera é fantasiosa, o mundo é visto como palco de ações heroicas. Os assuntos principais são: cosmologias, profecias, parábolas, redenção e conversão. Os heróis se caracterizam pela grandeza de ideais e pela nobreza de caráter e buscam convencer os demais da superioridade do espírito.

### Paródicos
Os enredos abordam aspectos marginais da vida, quebra de regras, fatos do cotidiano. Podem apresentar personagens como: mulher puritana, marido enganado, aleijado, surdo, padre namorador. A atmosfera contém ironia, sarcasmo, marginalidade.
Dependendo do enredo e texto de cada grupo ou mesmo de cada espetáculo, os Pastoris podem apresentar variados personagens. Entretanto, podemos considerar que as personagens principais são:

### Pastoras
Personagens mais importantes, ocupam o maior espaço do evento. Contribuem com individualidade e personalidade para a atmosfera pastoral do cenário, mesmo quando a jornada a Belém não é explícita. Na festividade popular, fazem o coro das músicas, podendo usar castanholas ou tamborim. Entretanto, vale observar que a coreografia, as canções e sua função fora do palco muitas vezes eram controladas por homens. As vestes apresentaram múltiplas mudanças ao longo do tempo. Com a vinda do Carnaval de Veneza, muitas fantasias chegaram ao Brasil, como a de pastora europeia. As vestimentas antigas passam por modificações, a dança assume caráter sensual e carnavalesco, sendo posteriormente incorporada aos cortejos de escolas de samba. O Cinema, que configura novos mitos femininos, também influencia na recriação da imagem de pastora. Para o musicólogo Renato Almeida, o mais significativo no pastoril é o fato das pastoras serem o elemento básico na função coro, atuando como um personagem.

### Pastor ou Velho
Apesar de ter menos destaque que as pastoras, o pastor é personagem relevante, líder e condutor do caminho para Belém. Às vezes é um velho que se apaixona por uma das pastoras. Nos pastoris mais ligados à prostituição, o velho pastor era palhaço que interpretava papéis masculinos, sendo algumas vezes um empresário das pastoras, "arranjando encontros" para elas.
O Velho Faceta é um exemplo mais recente de pastor-palhaço, personagem que era interpretado pelo pernambucano Constantino Leite Moisakis (1925-1986). Segundo o acordeonista Zé Cupido, "todos os Pastoris com palhaço que existem hoje, têm no Velho Faceta sua inspiração maior". Outros Velhos de Pernambuco, com nomes de seus respectivos intérpretes entre parêntesis: Velho Xaveco (Antônio Cândido), Velho Dengoso (José Justino), Velho Barroso (José Menezes) e Velho Faceta de Goiana (Constantino Leite Moisakis). No Pastoril de Dona Joaquina São Gonçalo do Amarante, Rio Grande do Norte, há a atuação de Xapuleta (Alex Ivanovich).

### Alegorias
As alegorias simbolizam fenômenos naturais, estados de espírito, animais. Aparecem em enredos grandiloquentes, com mitologia, virtudes da Teologia, grandes abstrações humanas. Mais tarde, na primeira parte do século XX, as alegorias aparecem nos desfiles dos ranchos carnavalescos. A Pastorinhas de Pirenópolis, por exemplo, a Fé, a Esperança, a Caridade e a Religião dentre seus personagens.
Seguem abaixo alguns grupos pastoris em atividade atual ou recente. Na maior parte dos exemplos, tem-se pastoris de caráter religioso, com cordão azul e encarnado. 

### Lapinha Santa Clara, Juazeiro do Norte (CE)
Foi fundada em 1912 por Mestra Teodora Clarindo de Magalhães, em Juazeiro do Norte, Ceará. A tradição vem sendo passada de geração a geração. Após a morte de Teodora, a Lapinha foi assumida por Maria Pereira da Silva, Mestra "Tatai", reconhecida em 2006 como Tesouro Vivo da Cultura do Estado do Ceará, pelo governo do estado.  Teodora Clarindo, mãe de Tatai, aos 12 anos de idade já liderava um grupo de Lapinha, encorajada por Padre Cícero. Tatai (1927-2009), por sua vez, estreou  no grupo aos dois anos de idade e, aos dezenove anos, passou a ajudar a mãe na liderança. Com Tatai, o grupo usava as cores verde e branco - cores do time de futebol local, o Icasa. Atualmente, a liderança está a cargo de Maria Vanda Pereira da Silva, filha de Tatai, e de seu marido, Damião Felipe Gomes. O grupo conta com a participação de 30 a 40 crianças e voltou a usar as cores tradicionais: vermelho, azul e branco.

### Pastoril Céu na Terra, Rio de Janeiro (RJ)
Formado em 1998 no município do Rio de Janeiro, capital do estado de mesmo nome, o Núcleo de Cultura Popular Céu na Terra é composto por profissionais de diversas áreas artísticas, além de pesquisadores, todos com formação universitária. A atuação do grupo inclui: Orquestra Popular Céu na Terra, Bloco Carnavalesco Céu na Terra, Cantoria de Reis (Folia de Reis), Pastoril, Cortejo da Paixão e Boi.

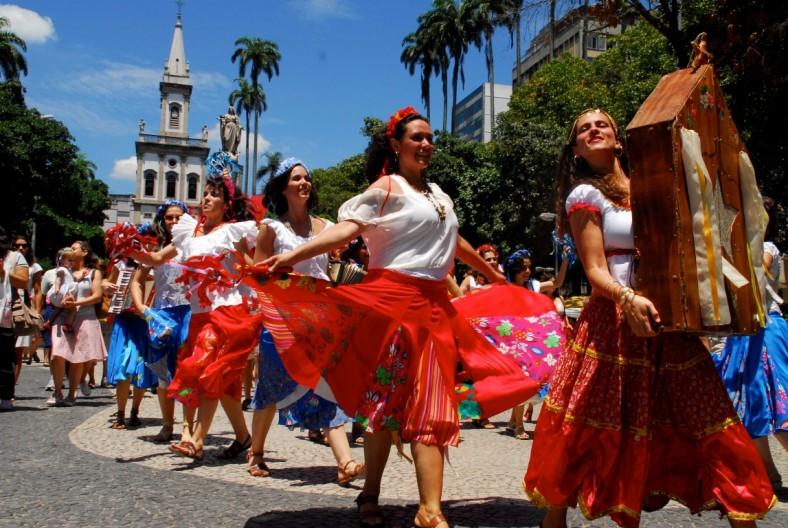
Grupo Pastoril Céu na Terra em apresentação no Largo do Machado, Rio de Janeiro (RJ).

O Pastoril Céu na Terra mistura aspectos do pastoril de Recife ao da região Sudeste, além de conter referências autorais. A primeira montagem do espetáculo foi em 2001. Suas apresentações podem ocorrer tanto em teatros como na rua. Além atuação profissionalizada, o grupo tem também função festiva para seus integrantes. A apresentação de 24 de dezembro no Largo do Machado é momento de convívio do grupo, em celebração na rua.
Os cordões azul e encarnado têm cinco pastoras cada, que cantam e dançam. Ao centro, se apresentam os mais diversos personagens: o Anjo, que anuncia a jornada; a Estrela, que guia a todos; a Cigana, que conduz ao Menino; Borboleta e Florista, que, no imaginário popular, foram visitar o Deus Menino em seu nascimento.
Em 2007, o elenco possuía 12 integrantes. Cinco músicos acompanhavam o auto, sendo que três também atuavam como Reis Magos e o Arcanjo Gabriel. A instrumentação incluía saxofone soprano, flauta transversal, acordeão, surdo e caixa-clara. Em determinados momentos, Diana surgia em cena tocando outro acordeão. As pastoras tocavam pandeirolas. Dentre as canções, “Boa Noite” das “Pastorinhas de Itibiguaçú” e a “Velhos” encontram-se no pequeno livro “Loas e Luas de Natal”, elaborado e produzido por Norma Regina, também integrante do grupo. Marcos Hamellin atuou como o Velho e dirigiu o grupo na encenação e coreografias. Sua referência foi a histórica montagem “Da Lapinha ao Pastoril”, apresentada em 1978 no Teatro Rival, no Centro do Rio de Janeiro, sob a direção de Luiz Mendonça. Foram também realizados estudos sobre o Pastoril na literatura e em gravações.

### Pastoril Dona Joaquina, São Gonçalo do Amarante (RN)
O Pastoril Dona Joaquina de São Gonçalo do Amarante, do Rio Grande do Norte, foi fundado em 2006 pela professora Sephora Bezerra. O grupo é formado por aproximadamente vinte integrantes, dentre 10 dançarinas divididas entre cordões azul e encarnado, músicos, Diana e palhaço Xapuleta.  O palhaço busca manter o bom andamento da performance, inclusive interagindo com o público através de piadas e brincadeiras. A formação do grupo musical pode variar de seis a oito integrantes. O figurino das dançarinas dos cordões inclui vestido azul ou vermelho, um pouco acima do joelho e com lantejoulas, sapatilhas brancas e uma espécie de coroa. Diana, mediadora do embate entre os cordões, usa vestido branco e sua coroa é dividida simetricamente entre as cores azul e vermelha. O palhaço veste camisa azul, calça xadrez com suspensórios, paletó semelhante a um fraque com um girassol na lapela, nariz clássico de palhaço, maquiagem, chapéu nas cores azul e vermelha, meias vermelhas e tênis. Ele traz na mão uma espécie de cajado de nome macaxera.

### Pastoril Estrela da Anunciação, Fortaleza (CE)
O Espaço Cultural Estrela da Anunciação realiza suas atividades em Fortaleza, Ceará, desde 2016. Trata-se de práticas e vivências da cultura tradicional popular referente ao ciclo natalino que contam com a atuação de 20 jovens e adultos. Seu objetivo é perpetuar a tradição do pastoril, preservando o folguedo para gerações futuras.

### Pastoril Estrela Guia, Cariré (CE)
O Pastoril Estrela Guia de Cariré, município do estado do Ceará, surgiu por meio de iniciativa da Associação de Arte e Cultura Flor de Mandacaru. Seu objetivo tem sido realizar ações e atividades de arte e cultura nos bairros mais carentes da cidade, levando entretenimento, diversão e lazer para comunidades em maior situação de risco e vulnerabilidade. O grupo tem parceria com escolas, onde realiza ensaios e apresentações. O grupo atua ainda em festas de instituições públicas e em escolas da zona rural. São aproximadamente 30 integrantes, dentre dançarinas, atores e produção. As crianças, adolescentes e jovens que participam do pastoril frequentam oficinas de danças populares, tanto na prática como na teoria, bem como de oficinas de teatro, artesanato. Cariré realiza o NATAL DE LUZ, evento do Governo Municipal.

### Pastoril Filhas de Maria, Matriz de Camaragibe (AL)
O grupo atua em Matriz de Camaragibe, Alagoas, sob coordenação de Zé Rubens dos Santos, também responsável pela Filarmônica Bom Jesus. Adolescentes integram a escola de música e tocam na Filarmônica. São oferecidas aulas de música: teoria musical e orquestra de flauta doce.

### Pastoril Mariinha da Ló, Trairi (CE)
O grupo teve início com a Mestra Mariinha da Ló, nascida em Trairi, Ceará, em 1939.  As primeiras apresentações ocorreram em escolas e quintais de casas do município de Paracuru. O apoio de jovens voluntários e de gestores do município contribuíram para que o grupo conquistasse reconhecimento e fosse oficialmente registrado na Secretaria de Cultura do Ceará. Desde 2006, Mariinha da Ló tem participado ativamente dos encontros de mestres organizados pelo governo estadual, bem como de eventos como o Ceará Natal de Luz e mostras regionais e estaduais. Em 2016, Mestra Mariinha da Ló recebeu homenagem em evento realizado na Praça do Ferreira, em Fortaleza. A mestra foi também agraciada com os títulos "Tesouro Vivo do Ceará" (2008) e de “Notório Saber em Cultura Popular” pela Universidade Estadual do Ceará (2016).

### Pastorinhas de Ibiracatu (MG)
Cidade ao norte de Minas Gerais, Ibiracatu possui grupo pastoril que é tradição que vem passando de geração para geração, As Pastorinhas de Ibiracatu é um grupo pastoril formado apenas por mulheres. Algumas personagens rementem à cultura da região: a indígena (ou caboclinha), o peixinho (que simboliza o alimento), a borboleta (que simboliza a paz); a estrela-guia (a paz interna pessoal). Temos também as ciganas (que representam os Santos Reis), as lapinhas e a Rainha do Menino Jesus. Embora o número de personagens seja determinado, a quantidade de participantes do pode variar a cada ano, já que não existe um número específico de pastoras. Cada personagem possui sua própria música e estas continuam sendo as mesmas, tradicionalmente. As letras das canções contam sobre o nascimento e o batismo de Jesus, mas incluem também versos relacionados às personagens.

### Pastorinhas de Pirenópolis, Pirenópolis (GO)

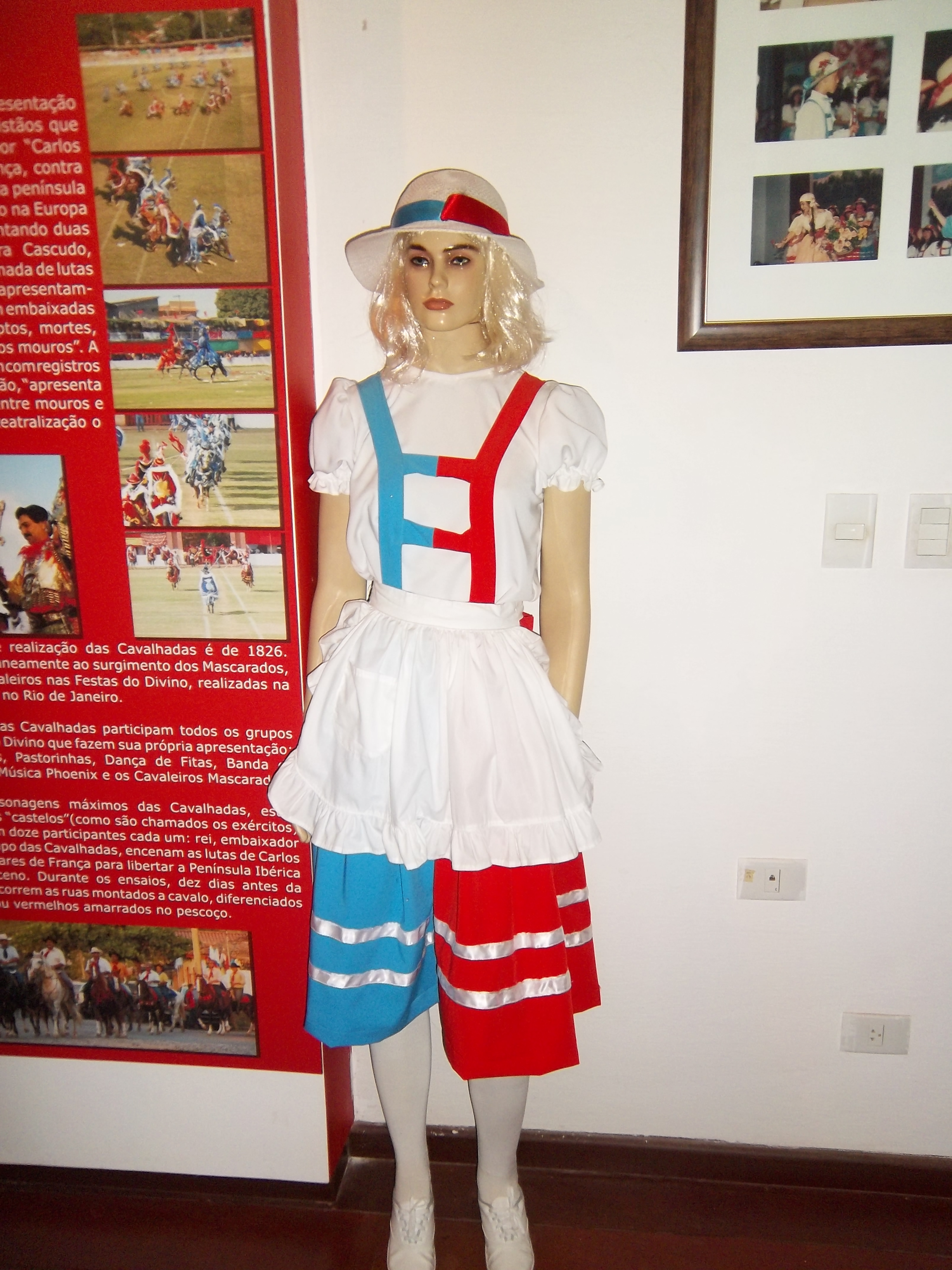
Figurino de Diana, personagem do auto As Pastorinhas encenado durante Festa do Divino Espírito Santo, em Pirenópolis, 2013.

O auto foi introduzido em Pirenópolis, Goiás, pelo telegrafista nordestino Alonso Machado.  O maestro de banda Joaquim Propício de Pina fez os arranjos das músicas e a primeira encenação da cidade foi em 1923, durante Festa do Divino, que ocorre em maio ou junho. A tradição de apresentar o auto natalino nesta época se manteve.
O auto possui 46 canções e doze árias. A história começa com Simão, Benjamin, Diana e as pastoras recebendo a notícia do nascimento de Jesus, enquanto se divertiam nos campos. No caminho para Belém, encontram o demônio. O anjo Gabriel impede ações do demônio. Há o encontro das pastoras com a Cigana, que lhes pede esmolas, e com o Menino Jesus. Durante os preparativos para o retorno, surgem personagens alegóricos: a Fé, a Esperança, a Caridade e a Religião. A Religião sofre um atentado de morte por parte do demônio, que tem ação novamente impedida pelo anjo Gabriel. A apoteose final é a vitória da Religião e o canto das pastoras, adorando o Menino.
As filhas de famílias da região desempenham papéis das 24 pastoras, além das demais personagens femininas. Os homens assumem os papéis do velho Simão, o menino Benjamin e o demônio. Há participação de pequena orquestra acompanhando a apresentação. Na década de 80, Aspásia de Pina Jayme, descendente do maestro Propício, montou um grupo infantil de pastorinhas ao brincar com sobrinhas. Esta iniciativa culminou na criação de "As Pastorinhas - Infantil", que se tornou tradicional no período natalino. Dessa forma, existem na cidade duas versões de Pastorinhas: a infantil, com crianças de 10 a 12 anos e que ocorre em dezembro; e a juvenil, formada por jovens a partir de 15 anos.

Pastoril Raio de Luz, Água Branca (AL)
Amanda Camila dos Santos Medeiros, natural de Água Branca – AL, pedagoga e agente cultural, convidou um grupo de jovens para participarem de um pastoril en 2021, tentando revigora essa peça cultural do município que estava adormecida. É uma das líderes da Pastoral da Criança da cidade, e através da instituição leva diretamente para as famílias a importância do brincar, dos direitos e do resgate cultural de uma forma geral. É líder do pastoril Raio de Luz que é composto por 20 crianças e tem orgulho em se apresentar nos mais diversos lugares do estado de Alagoas.

### Grupos pastoris do estado de Alagoas
Há notícia de diversos grupos pastoris no estado de Alagoas. Em Maceió, são 10 pastoris: Axé Zumbi, Coração de Jesus, da Mocidade, Estrela do Oriente, Flor do Campo, Menino Jesus Nossa Senhora das Graças, Pedro Teixeira, Recordar é Viver e Revivendo. O estado tem ainda a atuação dos grupos: Pastoril Estrela Renascente e Pastoril Raio do Sol (em Arapiraca), Pastoril Estrela de Branquinha (em Branquinha), Pastoril de Nossa Senhora Mãe dos Homens (em Coqueiro Seco), Pastoril de São José (em Couripe), Pastoril Heroi Luzia (em Delmiro Gouveia), Pastoril Nossa Senhora das Candeias (em Jarapatinga), Pastoril de Santo Antônio (em Junqueiro), Mensageiros da Fé (em Marechal Deodoro), Pastoril da Barra Grande (em Maragogi), Pastoril da Melhor Idade “Alegria de Viver” e Pastoril de Meirus (em Pão de Açúcar), da Melhor Idade do Pilar (em Pilar), do Projeto Hora da Cultura (em Rio Largo) e Pastoril Nossa Senhora Salete (em Viçosa), Pastoril Raio de Luz (em Água Branca). 
- Folias de Reis
- Marcha-rancho
- Pastoril Profano
- Reisado
- Terno de Reis
- Vilancete

- As Pastorinhas de Pirenópolis (Festas Populares - IESA - UFG)
- Lançamento do documentário – Pastoril da Mestra Mariinha da Ló: História e Memórias do nosso Patrimônio
- Pastoril Alagoano - Na Sombra do Juazeiro, por Marcos Lima
- Pastoril é um dos principais espetáculos populares nordestinos (Brasil de Fato)
- Pastoril Mariinha da Ló - Mapa Cultural do Ceará
- Pastoril Profano - Sistema Municipal de Informações Culturais, Prefeitura de Recife, Pernambuco
- Pastoril Religioso - Sistema Municipal de Informações Culturais, Prefeitura de Recife, Pernambuco

1. 1 2 3 4 5 6 7 8 9 10 11 12  «PINTO, Mércia. Pastoril: estabilidade e mudança numa festa popular brasileira. Em pauta, v. 13, n. 20, p. 49-94, jun. 2002.»
2. 1 2 3  Cascudo, Luís da Câmara (1954). Dicionário do Folclore Brasileiro. Rio de Janeiro: Instituto Nacional do Livro. pp. 479–480
3. ↑  Lamas, Dulce Martins (1978). Pastorinhas, Pastoris, Presépios e Lapinhas. Rio de Janeiro: Gráfica Olímpica Editora Ltda. p. 28
4. ↑  Andrade, Mário de (1951). Danças Dramáticas do Brasil. São Paulo: Livraria Martins Editora. p. 339
5. ↑  Lamas, Dulce Martins (1978). Pastorinhas, Pastoris, Presépios e Lapinhas. Rio de Janeiro: Gráfica Olímpica Editora Ltda. pp. 30–31
6. ↑  BORBA FILHO, Hermilo (2007). Espetáculos populares do Nordeste. Recife: Editora Massangana
7. ↑  Lamas, Dulce Martins (1978). Pastorinhas, Pastoris, Presépios e Lapinhas. Rio de Janeiro: Gráfica Olímpica Editora Ltda. p. 23
8. ↑  Lemos, Fernanda (1 de janeiro de 2013). «Gênero na Lapinha: Uma Dança de Tradição Religiosa». Mandrágora. Consultado em 26 de junho de 2024
9. ↑  Lamas, Dulce Martins (1978). Pastorinhas, Pastoris, Presépios e Lapinhas. Rio de Janeiro: Gráfica Olímpica Editora Ltda. pp. 21–22
10. ↑  Molla, Lourenço (23 de janeiro de 2009). «Forró em Vinil». Forró em Vinil .com. Consultado em 25 de junho de 2024
11. ↑  Santos, Ivanildo Lubarino Piccoli dos. Os palhaços das manifestações populares brasileiras: Bumba Meu Boi, Cavalo Marinho, Folia de Reis e Pastoril Profano. Dissertação (mestrado) Universidade Estadual Paulista – UNESP-São Paulo. 2008, p. 114.
12. 1 2 3  Mendonça, Belkiss Spencière Carneiro de (1981). A Música em Goiás. Goiânia: Editora da Universidade Federal de Goiás. p. 265
13. ↑  «Lapinha Santa Clara - Memória, Valores e Tradição» (PDF). Mapa Cultural do Ceará. Consultado em 28 de junho de 2024
14. ↑  «Mestra Dona Tatai». Fundação Waldemar Alcântara. Consultado em 28 de junho de 2024
15. 1 2  Caldas, Paulo José Afonso (2008). O Núcleo de Cultura Popular “Céu na Terra” e sua relação com gêneros e repertórios musicais tradicionais (PDF). Rio de Janeiro: Monografia submetida ao Instituto Villa-Lobos da Universidade Federal do Estado do Rio de Janeiro – UNIRIO,
16. ↑  «Natal Luz em Santa Teresa tem encenação do pastoril Céu na Terra». VEJA RIO. Consultado em 14 de junho de 2024
17. ↑  Caldas, Paulo José Afonso (2008). O Núcleo de Cultura Popular “Céu na Terra” e sua relação com gêneros e repertórios musicais tradicionais (PDF). Rio de Janeiro: Monografia submetida ao Instituto Villa-Lobos da Universidade Federal do Estado do Rio de Janeiro – UNIRIO,
18. ↑  Reis, Estêvão Amaro dos (1 de janeiro de 2015). «INVENÇÃO DA TRADIÇÃO NOS NOVOS CONTEXTOS DE PERFORMANCE: O PASTORIL DONA JOAQUINA E O FESTIVAL DO FOLCLORE DE OLÍMPIA». Consultado em 26 de junho de 2024
19. ↑  «PASTORIL ESTRELA DA ANUNCIAÇÃO». Mapa Cultural do Ceará. 30 de agosto de 2017. Consultado em 15 de julho de 2024
20. ↑  «Pastoril Estrela Guia (Cariré)». Mapa Cultural do Ceará.
21. ↑  «HISTÓRICO DO MUNICÍPIO DE MATRIZ DE CAMARAGIBE SECUL AL». Secretaria de Estado da Cultura do Governo do Estado de Alagoas. 7 de fevereiro de 2022. Consultado em 15 de julho de 2024
22. 1 2  secultpaulasouza (17 de agosto de 2023). «Lançamento do documentário - Pastoril da Mestra Mariinha da Ló: História e Memórias do nosso Patrimônio». Secretaria da Cultura. Consultado em 25 de junho de 2024
23. ↑  Morais, Maria do Carmo Menezes (3 de outubro de 2022). «Pastoril Mariinha da Ló». Mapa Cultural do Ceará - Secretaria de Cultura - Governo do Estado do Ceará. Consultado em 15 de julho de 2024
24. ↑  «As Pastorinhas de Ibiracatu». Encontroteca. Consultado em 13 de julho de 2024
25. 1 2  Oliveira, Pedro. «As Pastorinhas de Pirenópolis». www.pirenopolis.com.br. Consultado em 13 de junho de 2024
26. ↑  «Pastoril Alagoano». Na Sombra do Juazeiro. Consultado em 4 de julho de 2024